# David Okereke
David Okereke, né le 29 août 1997 à Lagos au Nigeria, est un footballeur nigérian qui évolue au poste d'avant-centre à l'US Cremonese.

## Biographie

### En club
Pour son premier match avec le Club de Bruges face à Waasland-Beveren, il marque un but à la 47'.